# Olympiakos Syndesmos Filathlōn Peiraiōs (pallavolo maschile)
L'Olympiakos Syndesmos Filathlōn Peiraiōs è una società di pallavolo maschile greca, con sede a Il Pireo: milita nel campionato greco di Volley League e fa parte dell'omonima società polisportiva.

## Rosa 2024-2025
| N° | Nome                    | Ruolo | Data di nascita  | Nazionalità sportiva |
| -- | ----------------------- | ----- | ---------------- | -------------------- |
| 1  | Mahdi Ghaziani          | C     | 21 maggio 2001   | Iran                 |
| 2  | Alen Pajenk             | C     | 23 aprile 1986   | Slovenia             |
| 3  | Dīmītrīs Manikas        | C     | 27 ottobre 2007  | Grecia               |
| 4  | Vasilīs Kōstōpoulos     | S     | 16 febbraio 1995 | Grecia               |
| 6  | Mateo Chasmpala         | P     | 22 maggio 2004   | Grecia               |
| 8  | John Perrin             | S     | 17 agosto 1989   | Canada               |
| 9  | Nikolas Papaggelopoulos | C     | 17 novembre 1988 | Grecia               |
| 10 | Rafaīl Koumentakīs      | S     | 5 maggio 1993    | Grecia               |
| 12 | Nikos Zoupanīs          | O     | 18 marzo 1989    | Grecia               |
| 14 | Dragan Travica          | P     | 28 agosto 1986   | Italia               |
| 15 | Dīmītrīs Tziavras       | L     | 16 febbraio 1999 | Grecia               |
| 16 | Aleksandar Atanasijević | O     | 4 settembre 1991 | Serbia               |
| 17 | Anestīs Dalakouras      | S     | 5 giugno 51993   | Grecia               |
| 18 | Dīmītrīs Kōnstantinidīs | L     | 16 agosto 1993   | Grecia               |
| 19 | Apostolos Armenakīs     | C     | 19 luglio 1980   | Grecia               |
| 20 | Nemanja Mašulović       | C     | 5 ottobre 1995   | Serbia               |
| 21 | Mitar Đurić             | C     | 25 aprile 1989   | Grecia               |

## Palmarès
- Campionato greco: 32

1968, 1968-69, 1973-74, 1975-76, 1977-78, 1978-79, 1979-80, 1980-81, 1982-83, 1986-87,
1987-88, 1988-89, 1989-90, 1990-91, 1991-92, 1992-93, 1993-94, 1997-98, 1998-99, 1999-00,
2000-01, 2002-03, 2008-09, 2009-10, 2010-11, 2012-13, 2013-14, 2017-18, 2018-19, 2020-21,
2022-23, 2023-24
- Coppa di Grecia: 18

1980-81, 1982-83, 1988-89, 1989-90, 1991-92, 1992-93, 1996-97, 1997-98, 1998-99, 2000-01,
2008-09, 2010-11, 2012-13, 2013-14, 2015-16, 2016-17, 2023-24, 2024-25
- Coppa di Lega: 7

2012-13, 2014-15, 2015-16, 2016-17, 2017-18, 2018-19, 2024-25
- Supercoppa greca: 3

2000, 2010, 2024
- Coppa delle Coppe/Top Teams Cup: 2

1995-96, 2004-05
- Challenge Cup: 1

2022-23